# Saint-Georges-des-Coteaux

Saint-Georges-des-Coteaux este o comună în departamentul Charente-Maritime, Franța. În 2009 avea o populație de 2531 de locuitori.